# Holcocephala curvicosta
Holcocephala curvicosta là một loài ruồi trong họ Asilidae. Holcocephala curvicosta được Carrera miêu tả năm 1958. Loài này phân bố ở vùng Tân nhiệt đới.